# Brug 1367
Brug 1367 is een bouwkundig kunstwerk in Amsterdam-Zuidoost.
De brug bestond tot de jaren negentig alleen in de planning. Bij de plannen van de verkeersstromen binnen de wijk Nellestein in 1968 zou de Gooiseweg nog doorgetrokken worden ten westen van de Gaasperplas met daar net ten zuiden van een bocht richting Driemond en Weesp.  Die plannen gingen uiteindelijk niet door. Op het reeds aangelegde halfhoge dijklichaam werd wel het plaatselijk drevenpatroon vervolmaakt. In het verlengde van die Gooiseweg, die in 2021 eindigt bij de Gaasperdammertunnel werden de Langbroekdreef en Valburgdreef aangelegd. Die eerste kwam er al in 1982. Die latere in de jaren negentig.Ze moest de wijken Gein I-IV ontsluiten. Een directe aansluiting met de Gaasperdammerweg kwam er niet, maar wel met de Meerkerkdreef; de kruising van de drie dreven werd geregeld met een rotonde.
Al bij het plannen van de verlenging van de Gooiseweg was een aantal kunstwerken ingetekend, maar met het uitstel verdwenen die van tafel. Bij de aanleg van de Valburgdreef werden er viaducten gelegd over twee voet- en fietspanden genoemd het Kelbergenpad en het Wisseloordpad. Beide viaducten kregen dezelfde opbouw en staan bekend onder respectievelijk de nummers 1366 en 1367. Het is onbekend wie de bruggen ontworpen heeft; ze zijn bijna geheel van beton. Brug 1367 is daarbij het kleinere broertje van brug 1366; ze hoeft alleen een voet- en fietspad te overspannen.
<<< · 1301 · 1302 · 1303 · 1304 · 1305 · 1306 · 1307 · 1308 · 1309 · 1311 · 1312 · 1313 · 1314 · 1315 · 1316 · 1317 · 1319 · 1320 · 1321 · 1322 · 1323 · 1324 · 1325 · 1326 · 1327 · 1328 · 1329 · 1330 · 1331 · 1332 · 1333 · 1334 · 1335 · 1336 · 1337 · 1338 · 1339 · 1340 · 1342 · 1343 · 1344 · 1345 · 1346 · 1347 · 1348 · 1349 · 1350 · 1351 · 1352 · 1353 · 1354 · 1355 · 1356 · 1357 · 1358 · 1359 · 1360 · 1361 · 1362 · 1363 · 1364 · 1365 · 1366 · 1367 · 1368 · 1373 · 1375 · 1376 · 1377 · 1378 · 1379 · 1380 · 1381 · 1382 · 1383 · 1384 · 1385 · 1386 · 1387 · 1388 · 1389 · 1390 · 1391 · 1392 · 1396 · 1397 · 1398 · 1399 · >>>
Brugnummers 1300, 1318, 1341, 1369-1372, 1374, 1393, 1394, 1395 zijn niet vergeven. 1310 is gesloopt; brug 1318 is nooit gebouwd in verband met niet aanleggen Veenendaaldreef.
1. ↑  in afwachting daarvan werd in 1988 een tijdelijke busbaan met bussluis aangelegd over het Veenendaalplein en Wamelstraat ten zuiden van het dijklichaam waardoor het zinloos heen en weer rijden over de Schoonhovendreef en Wageningendreef voor buslijn 61 kon vervallen